# Aeroportul Municipal Fort Collins–Loveland
Aeroportul Municipal Fort Collins–Loveland (IATA: FNL, ICAO: KFNL, FAA LID: FNL) este un aeroport din Colorado, Statele Unite ale Americii ce deservește zona Fort Collins⁠(d). Aeroportul a fost tranzitat în 2019 de 6.046 de pasageri. A fost numit după zona deservită.
Situat la o altitudine de 1.529 m, aeroportul dispune de 2 piste.

## Infrastructură

### Piste
Aeroportul dispune de 2 piste. Pista 06/24 are suprafața de asfalt și dimensiunile 2.273 picioare × 40 picioare. Pista 15/33 are suprafața de asfalt și dimensiunile 8.500 picioare × 100 picioare. 